# 日本国憲法第53条
日本国憲法 第53条（にほんこく（にっぽんこく）けんぽうだい53じょう）は、日本国憲法の第4章にある条文で、国会の臨時会について規定している。

## 条文
日本国憲法、e-Gov法令検索。

第五十三条内閣は、国会の臨時会の召集を決定することができる。いづれかの議院の総議員の四分の一以上の要求があれば、内閣は、その召集を決定しなければならない。

## 解説
3種類の国会の会期のうち、臨時会（臨時国会）について定めた条文である。
常会（通常国会）が開催時期と期間について国会法により定められており、衆議院解散及び総選挙後に行われる特別会（特別国会）についても日本国憲法第54条で開催時期が定められているのに対し、臨時会については本条で、
- 内閣が召集できる
- 衆議院又は参議院の総議員の4分の1以上の要求があれば内閣は召集しなければならない

と定められているのみであり、召集時期についても会期についても定めはない。これは、国会の活動期間が慣例的に「国会会期中」であることを原則としていることを踏まえ、臨時会の運用について柔軟な運用を可能として、第一次決定権を内閣に留保しつつ、国会自身にも活動開始時期の判断を委ねる制度として構想されたものである。
実際の運用としては、臨時会は常会（通常国会）が終わった後の秋から初冬にかけて開かれることが多い。加えて、参議院議員通常選挙直後（8月上旬）にも、参議院の要職を選出するために数日間開かれる（国会法第2条の3第2号）。また、解散を伴わない（任期満了に伴う）衆議院議員総選挙が行われた場合は、選挙後の国会は特別会ではなく臨時会が開かれる（国会法第2条の3第1号）。これらはいずれも内閣が自発的に開くことが多い。
一方、内閣が臨時会の開議に消極的な場合、野党が本条後段（議院の総議員の4分の1以上の要求）を根拠にして開議を要求することがある。本条後段に基づく国会召集要求は1977年頃までは年1-2回のペースで提出されていたが、内閣による臨時会招集が常態化したこともあり1986年の第105回国会まで約10年に亘り提出されなかった。本条後段に基づく国会召集要求に基づき臨時会が召集された例は、2015年（平成27年）10月までに34回あった。
ただし、本条後段で「内閣は、その召集を決定しなければならない」とは定め、学説的には「相当な期間（2-3週間程度）で決定する」と解されているものの、前述のとおり、要求があってから内閣が国会を召集するまでの時期について明文化された規定は本条にも国会法にもなく、時として月単位で臨時国会の召集が見送られるケースがある。2003年（平成15年）11月、2005年（平成17年）11月、2015年（平成27年）10月に本条に基づき臨時会の要求があったときには、翌年1月に行われる常会召集が要求から合理的な期間内であるからという理由で臨時会が召集されなかった。実際には国会閉会中であっても継続審議（閉会中審査）の制度を活用して国政に必要な議論を継続させているケースもあるが、国会召集に替えて閉会中審査を行うことは臨時会の存在理由を貶め、本条の趣旨をゆがめているのではないかという指摘もある。

## 沿革

### 大日本帝国憲法
第四十三條
臨時緊急ノ必要アル場合ニ於テ常會ノ外臨時會ヲ召集スヘシ
臨時會ノ會期ヲ定ムルハ勅命ニ依ル

### GHQ草案
「GHQ草案」、国立国会図書館「日本国憲法の誕生」。

#### 日本語
第四十八条内閣ハ臨時議会ヲ召集スルコトヲ得国会議員ノ二割ヨリ少カラサル者ノ請願アリタルトキハ之ヲ召集スルコトヲ要ス

#### 英語
Article XLVIII.The Cabinet may call special sessions and shall do so on petition of not less than twenty per cent of the members of the Diet.

### 憲法改正草案要綱
「憲法改正草案要綱」、国立国会図書館「日本国憲法の誕生」。

第四十八内閣ハ国会ノ臨時会ノ召集ヲ決定スルコトヲ得ルモノトシ何レカノ議院ノ総議員四分ノ一以上ニ当ル者ノ要求アリタルトキハ其ノ召集ヲ決定スルコトヲ要スルコト

### 憲法改正草案
「憲法改正草案」、国立国会図書館「日本国憲法の誕生」。

第四十九条内閣は、国会の臨時会の召集を決定することができる。いづれかの議院の総議員の四分の一以上の要求があれば、内閣は、その召集を決定しなければならない。

## 関連条文
- 国会法第3条

## 判例
- 臨時国会召集訴訟(最高裁判例 令和5年9月12日)

### 注記
1. ↑  開催時期は「毎年一月中に召集するのを常例とする」（国会法第2条）、会期は「150日間」（国会法第10条）とされている。
2. ↑  「選挙の日から三十日以内に、国会を召集しなければならない」（日本国憲法第54条第1項）とされている。
3. ↑  国会法第47条第1項において「常任委員会及び特別委員会は、会期中に限り、付託された案件を審査する」と定め、委員会が会期中の活動を原則としていることからも判る[1]。
4. ↑  国会法第47条第2項は「常任委員会及び特別委員会は、各議院の議決で特に付託された案件（懲罰事犯の件を含む。）については、閉会中もなお、これを審査することができる」と定めている。